# 光州世界キムチ祭り
光州世界キムチ祭り（クァンジュせかいキムチまつり、광주세계김치축제）は、韓国光州広域市南区で開催される祭事。通常、何日間か通して行われるイベントで、韓国のキムチ文化を体験することができ、料理体験、企画展示、キムチ市場など、様々なブースが出展される。

## 祭りの構成
祭りの主な構成は大きく2つに分けられる。

### 見る祭り
- 韓国伝統キムチと世界のキムチ文化との出会いの空間
- 光州名品キムチ事業広報館
- 光州キムチ生産業者によるキムチ展示空間

### 体験する祭り
- キムチ漬け体験キムチ市場
- キムチ市場
- キムチアカデミー
- キムチ料理大会
- キムチ文化探検

## 関連外部リンク
- 光州世界キムチ祭り - 韓国旅行、韓国ツアー | 韓国観光公社公式サイト